# John K. Singlaub
Le général de division John Kirk Singlaub, né le 10 juillet 1921 et mort le 29 janvier 2022, est un général deux étoiles de l'armée des États-Unis, membre fondateur de la Central Intelligence Agency (CIA) et ancien officier très décoré de l'ancien Office of Strategic Services (OSS).
En 1977, il est relevé de ses fonctions de chef d'état-major des forces américaines en Corée du Sud après avoir critiqué dans un entretien avec le Washington Post la proposition du président Jimmy Carter de retirer des troupes américaines de la péninsule coréenne. Moins d'un an plus tard, il est contraint de prendre sa retraite après avoir publiquement remis en question les politiques de sécurité nationale du président Carter. En 1979, il fonde la Western Goals Foundation, un réseau de renseignement privé impliqué pour avoir fourni des armes aux Contras pendant l'affaire Iran-Contra. Il a contribué à plusieurs livres et écrit une autobiographie.

## Biographie
John K. Singlaub est né à Independence, en Californie, le 10 juillet 1921.  Après avoir été diplômé du lycée Van Nuys en 1939, il fréquente l'Université de Californie à Los Angeles. Après avoir obtenu son diplôme, il reçoit une commission en tant que sous-lieutenant d'infanterie le 14 janvier 1943 pendant la Seconde Guerre mondiale. En tant que membre de l'opération Jedburgh (il fait partie de l'équipe de trois hommes nommée "JAMES"), il est parachuté derrière les lignes allemandes en août 1944 pour travailler avec les résistants français dont les maquis se soulèvent après le débarquement de Normandie. Avant la reddition officielle des Japonais, John Singlaub est parachuté sur l'île de Hainan, en Chine, avec huit autres hommes sous son commandement le 27 août 1945 pour organiser l'évacuation des prisonniers de guerre américains, australiens et néerlandais détenus par les Japonais ; il exige une nourriture et des soins médicaux appropriés pour les prisonniers de guerre, que les Japonais traitaient encore comme des prisonniers. Il dirige les opérations de la CIA en Mandchourie d'après-guerre pendant la révolution communiste chinoise, commande des troupes pendant la guerre de Corée, participe à la guerre secrète le long de la piste Hô Chi Minh dans le Royaume du Laos et au Vietnam, travaille avec les Contras au Nicaragua et la résistance afghane lors de l'Invasion soviétique de l'Afghanistan.
En 1977, alors que John Singlaub est chef d'état-major des forces américaines en Corée du Sud, il critique publiquement la proposition du président Jimmy Carter de retirer des troupes américaines de la péninsule coréenne. Le 21 mars 1977, Carter le relève de ses fonctions pour avoir outrepassé ses limites et ne pas avoir respecté l'autorité du président en tant que commandant en chef,,. Moins d'un an plus tard, il remet de nouveau en question publiquement les politiques de sécurité nationale du président Carter, cette fois lors d'une conférence à Georgia Tech, et est contraint de prendre sa retraite.
Le Commandement des opérations spéciales de l'armée américaine présente son premier prix John Singlaub en 2013 pour « des actions courageuses… hors du champ de bataille ».
Après avoir pris sa retraite de l'armée, John K. Singlaub fonde avec le journaliste John Rees (en) et le représentant démocrate de Géorgie Larry McDonald la Western Goals Foundation. Selon The Spokesman-Review, son objectif est d'« émousser la subversion, le terrorisme et le communisme » en comblant le vide « créé par la dissolution du Comité des activités anti-américaines de la Chambre ». Dans les dernières années de la guerre froide, Singlaub fonde en 1981 à la demande des dirigeants taïwanais et préside l'United States Council for World Freedom (USCWF) qui devient la nouvelle branche américaine de la Ligue anticommuniste mondiale (Word anti-communist League ou WACL). Il a participé auparavant à la 26e conférence de la branche asiatique de la WACL (l'APACL) qui s'est tenue en Australie à Perth en novembre 1980. Singlaub est élu en avril 1982 président de la NARWACL (chapitre nord-américain de la WACL), lors de la troisième conférence de cette organisation, succédant au Canadien Patrick Walsh. Il préside la WACL de 1984 à 1986. La dix-septième conférence annuelle de la WACL se tient à San Diego (Californie, États-Unis) en septembre 1984 et la dix-huitième à nouveau aux États-Unis, à Dallas au Texas en septembre 1985,. Il assiste à d'autres conférences annuelles, en Asie, à Taipei (Taiwan) en 1981 et 1987 et à Tokyo en 1982, en Europe, en 1983, 1986 ou 1988.
Le chapitre américain de la WACL qu'il préside et d'autres chapitres s'impliquent dans l'affaire Iran-Contra, avec Associated Press rapportant que « le groupe privé de Singlaub est devenu la couverture publique pour l'opération de la Maison Blanche ». Dans la première moitié des années 1980, dans le contexte de ce qui est parfois nommé la guerre fraîche, la WACL est utilisée sous la direction du général Singlaub comme un canal pour aider financièrement et militairement les mouvements armés menant un combat contre l'Union soviétique et ses alliés, au Nicaragua, en Afghanistan ou au Mozambique,. 
Le général de l'armée américaine William Westmoreland a décrit Singlaub comme un « vrai militaire professionnel » et « un homme de conviction et de courage honnêtes et patriotiques »[réf. nécessaire]. Le représentant Henry J. Hyde (commissions judiciaire, des affaires étrangères, et du renseignement) le considère comme « un homme courageux, un patriote complet, et un observateur vif »; quelqu'un qui avait été « au centre de presque toutes les actions militaires controversées depuis la Seconde Guerre mondiale ». Actif depuis 40 ans dans des opérations ouvertes et secrètes, il a eu des entretiens privés et secrets avec de nombreux dirigeants militaires et gouvernementaux du monde entier. Il a connu personnellement William Casey, directeur du renseignement central sous l'administration Reagan, ainsi qu'Oliver North, et était impliqué dans l'affaire Iran-Contra. John Singlaub était le chef de liaison administratif du président Reagan dans l'effort d'approvisionnement Contra pour s'opposer aux avancées de Moscou et de Fidel Castro au Salvador et au Nicaragua pendant la guerre froide et à leur soutien aux mouvements de guérilla révolutionnaire marxistes armés. Par le biais de sa présidence de la Ligue anti-communiste mondiale (WACL) et de sa section américaine, le US Council for World Freedom (USCWF), il a enrôlé des membres du Congrès américain des deux partis politiques, des décideurs de Washington, DC, des responsables militaires américains à la retraite, groupes paramilitaires, gouvernements étrangers et groupes de réflexion et conservateurs américains dans la cause Contra. Il rencontrait souvent au Capitole des membres du Congrès américain, dont le membre du Congrès Charlie Wilson (D-TX), au sujet du soutien et du financement des États-Unis aux Contras et aux forces de résistance anticommunistes en Afghanistan opposées à l'invasion de Kaboul par l'Armée rouge en 1979.
En 1986, dans l'émission américaine 60 Minutes, le général Singlaub assume ses actes à propos de l'aide apportée aux Contras et se targue d'avoir purgé la WACL de ses éléments « nazis, antisémites, fascistes et tueurs », peu nombreux mais qui « contaminaient l'ensemble ». L'année suivante, il reconnait et assume devant une commission d'enquête du Congrès l'appui apporté aux Contras d'Adolfo Calero,. En 1988, il reconnaît dans une conférence de presse tenue à Genève avoir affrété un bateau avec des armes, notamment des fusils AK-47, avec des fonds venant de citoyens, de sociétés privées et d'États. Et il affirme que la branche latino-américaine de la WACL, la CAL, a été dissoute en 1983, à cause de certains articles antisémites publiés par son organe Replica (le pape y avait été accusé d'être juif) et du fait de ses liens avec les escadrons de la mort. 
Depuis 2014, il vit à Franklin, dans le Tennessee. Il est membre du conseil consultatif de la Victims of Communism Memorial Foundation. Singlaub est le vice-président honoraire du Special Forces Club de Londres. Il est président du Jedburgh Group et président de l'organisation à but non lucratif America's Future, Inc. En janvier 2020, Singlaub a utilisé « L'avenir de l'Amérique » de Phyllis Schlafly pour plaider auprès du procureur général William Barr de « libérer Mike Flynn, abandonner les accusations ».

## Coalition pour saluer les héros de l'Amérique
La Coalition pour saluer les héros de l'Amérique (Coalition to Salute America's Heroes), qui a été fondée par Roger Chapin, nomme John Singlaub à son conseil d'administration en 2008. Il reçoit 180 000 $ de l'organisme de bienfaisance de 2009 à 2011. Le New York Times accuse l'organisation d'être une source de revenus pour ses fondateurs plutôt que pour les anciens combattants, la qualifie de « fraude intolérable » et de « l'une parmi la douzaine d'organisations caritatives liées à l'armée ayant reçu la note F dans une étude réalisée en décembre dernier par l'Américan Institute of Philanthropy, un groupe de surveillance à but non lucratif. Ceux-ci et d'autres organismes de bienfaisance ont recueilli des centaines de millions de dollars d’américains bon cœur et dilapidé une quantité exorbitante de celui-ci sur les frais généraux et dépenses — 70 pour cent ou 80 pour cent, ou plus ». Le procureur général de Californie poursuit l'organisme de bienfaisance en août 2012 pour « plus de 4,3 millions de dollars concernant des allégations de collecte de fonds frauduleuse, d'auto-activité et de rémunération excessive des dirigeants ». La procédure débouche sur un règlement en septembre 2013. Selon la déclaration de revenus fédérale de 2013 de l'organisme de bienfaisance, John Singlaub a démissionné de son conseil d'administration en janvier 2013.

## Récompenses
- Army Distinguished Service Medal avec grappe de feuilles de chêne
- Silver Star
- Legion of Merit avec trois grappes de feuilles de chêne
- Soldier's Medal
- Bronze Star avec grappe de feuilles de chêne
- Air Medal avec grappe de feuilles de chêne
- Commendation Medal
- Purple Heart avec grappe de feuilles de chêne
- American Campaign Medal
- European-African-Middle Eastern Campaign Medal avec pointe de flèche et étoile de campagne
- Asiatic-Pacific Campaign Medal avec deux étoiles de campagne
- World War II Victory Medal
- National Defense Service Medal avec étoile
- Korean Service Medal avec quatre étoiles de campagne
- Vietnam Service Medal
- Croix de guerre 1939-1945 avec palme et étoile en bronze (France)
- Citation militaire britannique (Royaume-Uni)
- Ordre du Nuage et de la Bannière (République de Chine)
- Ordre d'Orange-Nassau (Pays-Bas)
- Ordre national du Vietnam
- Médaille du service aérien (Vietnam)
- Médaille du service de la marine (Vietnam)
- Médaille des Nations unies pour la Corée
- Médaille de la campagne de la République du Vietnam
- Korean War Service Medal de Corée (République de Corée)

## Publication
- (en) Hazardous Duty, Summit Books, 1991 (ISBN 0-671-70516-4) (autobiographie écrite avec Malcolm McConnell).